# La India
Linda Bell Viera Caballero (Río Piedras, 9 de março de 1969), mais conhecida como La India, é uma cantora e compositora porto-riquenha. Seus prêmios incluem um Grammy Latino de Melhor Álbum de Salsa, sete Billboard Latin Music Awards. e três indicacções ao Grammy Awards.